# Kanonik
Mit Kanonik (von griechisch κανών (kanón) – Maßstab; Vorschrift) wird im System des Philosophen Epikur die Grundlage seiner philosophischen Lehre bezeichnet, das heißt seine Erkenntnistheorie, in der er drei „Kriterien der Wahrheit“ ausführt: Wahrnehmungen, Vor-Begriffe und Empfindungen. Die Kanonik ist zwar nach epikureischer Auffassung Voraussetzung für eine erfolgreiche Beschäftigung mit der Philosophie, aber nicht ihr eigentlicher Sinn – dieser liegt vielmehr auf dem Gebiet der Ethik; er besteht darin, den Menschen zu einem möglichst glücklichen Leben zu verhelfen (Eudämonismus).